# Kézi kovácsolás

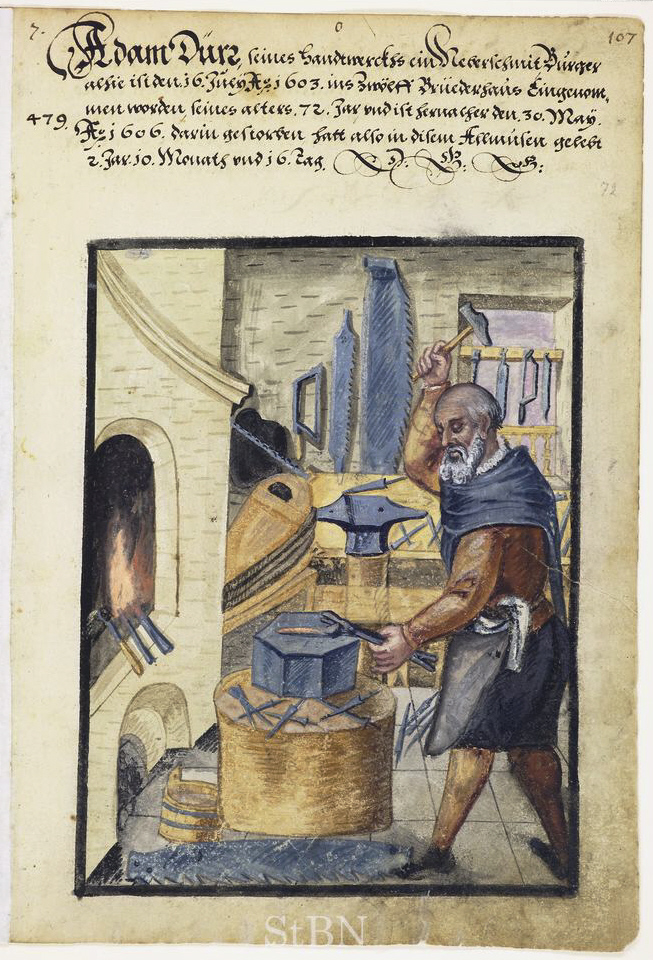
Középkori kovácsmester

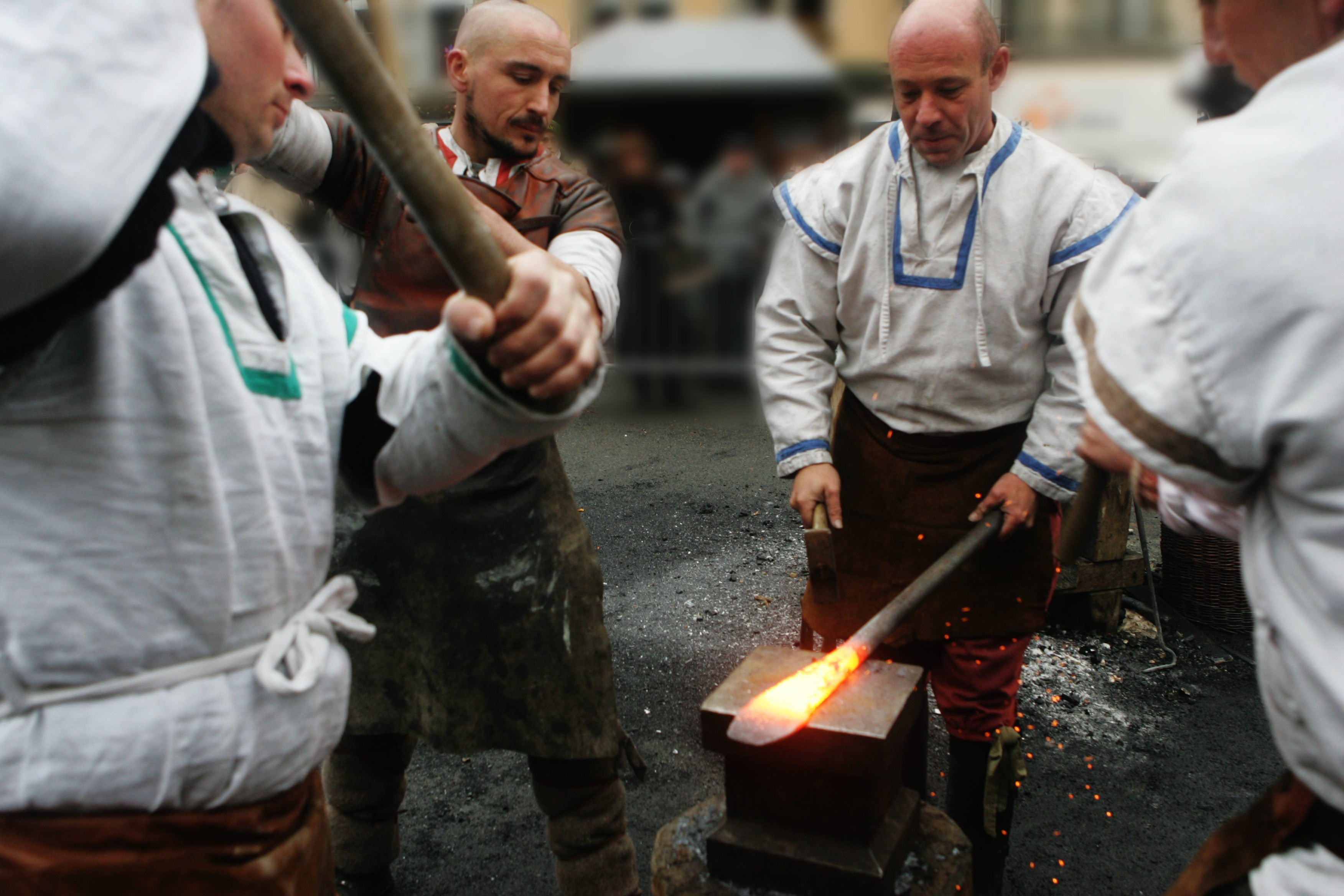
Mai kovácsok munka közben

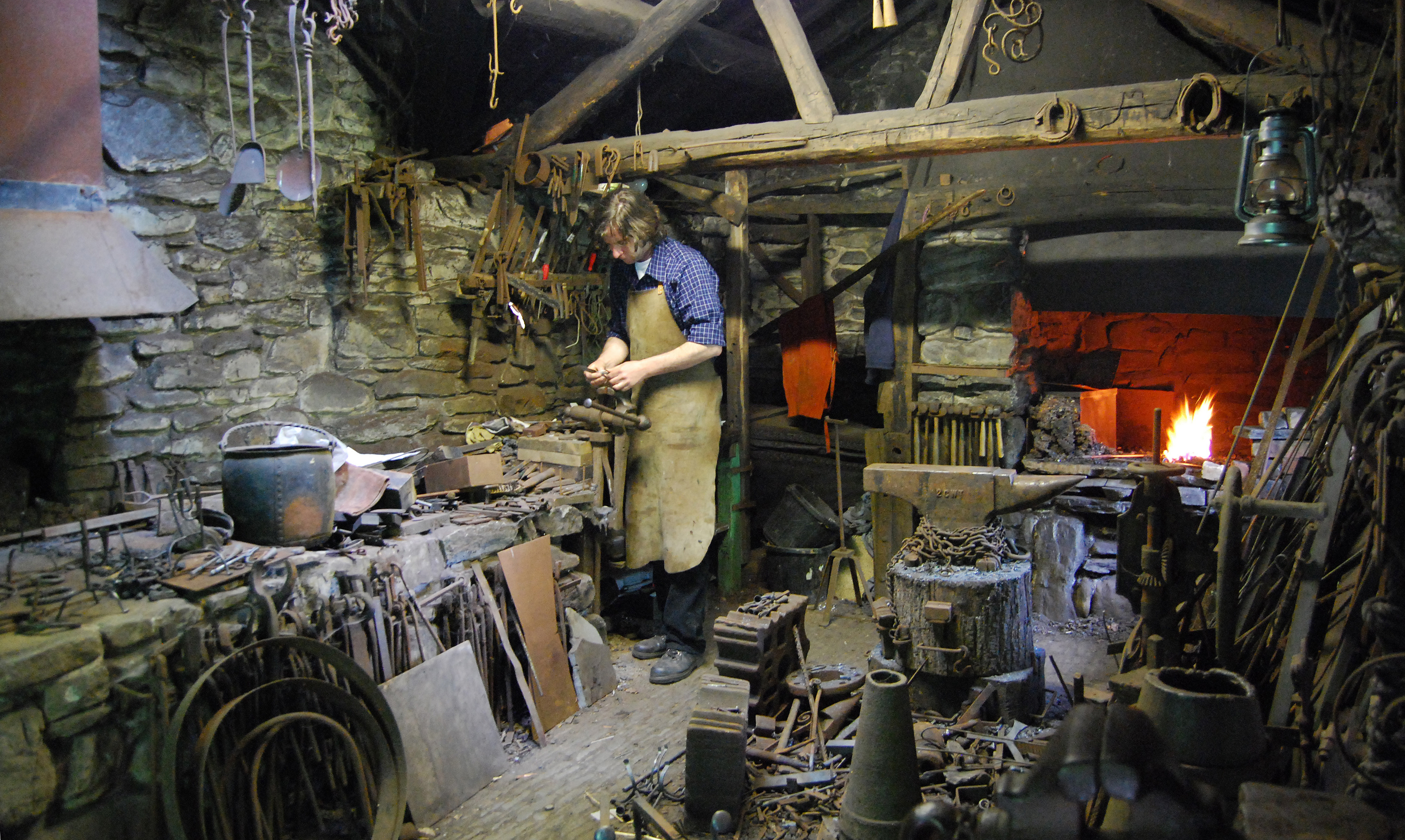
Kovácsműhely egy walesi skanzenben

A kézi kovácsoláskor a munkadarabot a kovácsok kovácsüllőn vagy kovácssatuban, általában kézi kalapáccsal vagy egyéb segédeszközök igénybevételével alakítják. Az alakítás célja egyrészt kialakítani a munkadarab megkívánt alakját, másrészt javítani a kiinduló anyag mechanikai tulajdonságait. A kovácsolás a legrégebbi képlékeny alakító művelet, már a bronzkorból is maradtak fenn erre utaló leletek. Évszázadokon át így állították elő a kéziszerszámokat, a háztartási és a gazdasági eszközöket a szegtől kezdve a kapáig, a fegyvereket és a páncélokat, dísztárgyakat. Az eljárás a gépi kovácsolás terjedése ellenére máig fennmaradt, például a patkolókovácsok (lókovácsok) és a művészi termékeket előállító díszműkovácsok esetében. A kovács szakmából fejlődött ki a középkorban a lakatos, majd az újkorban a bádogos szakma, mely utóbbi átmentette az eredetileg használt kettős üllőhasználatból a szarvasüllő (tőkeüllő) alkalmazását.

## A kovácsműhely berendezése és szerszámai

### Kovácstűzhely

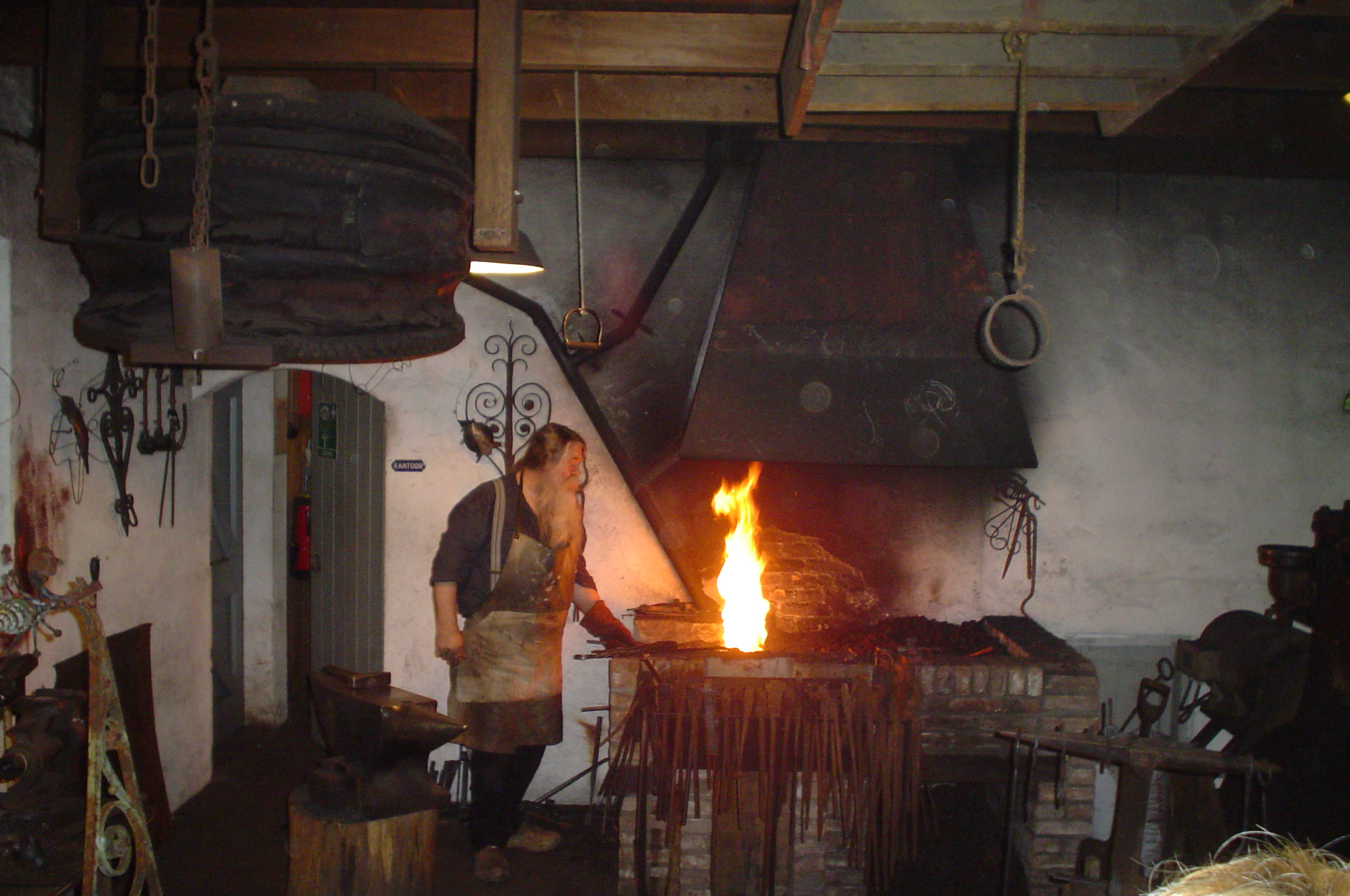
Falazott kovácstűzhely

A kovácsműhely berendezésének legfontosabb eleme a fújtatóval felszerelt kovácstűzhely. A kovács a szén- vagy koksztüzelésű kovácstűzhelyen melegíti fel az alakítandó darabokat. A régi műhelyekben falazott kovácstűzhelyek voltak, később inkább az acélvázas tűzhelyeket használták. Ma már egyre elterjedtebben alkalmaznak más típusú melegítő kemencéket is, például gázfűtésű kamrás vagy réskemencéket,  vagy elektromos fűtésű kemencéket.
A falazott tűzhelyeknél a kovácsfújtató a falon átbújtatott csövön keresztül látja el a tüzet levegővel, annak idő előtti elégését egy pajzs akadályozza meg. A fűtőanyag kiterjedését, valamint a sugárzó hő visszaverését negyedgömb alakú, öntöttvasból készült tűzpartokkal (sonkákkal) határolják be. A falazott kovácstűzhely mellső részén víztartályt is elhelyeznek, a tüzet ugyanis gyakran locsolják, így a szén lassabban ég el, és a meleg sugárzása is csökken, de kisebb tárgyak edzését is el lehet végezni, vagy a felmelegedett szerszámokat is le lehet hűteni benne. A képződő füstgázokat a tűzhely fölött elhelyezett ernyő (füstfogó) tereli a falazott kéménybe. A természetes huzat általában kevés a füstgázok hatékony elvezetésére, ezért újabban elszívó ventilátort alkalmaznak.

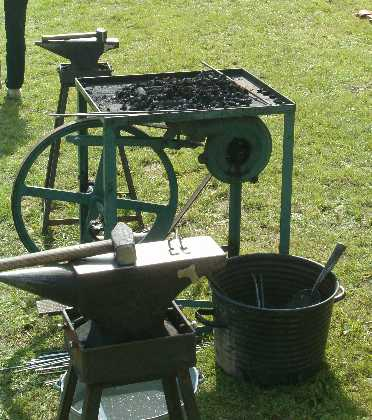
Tábori kovácstűzhely

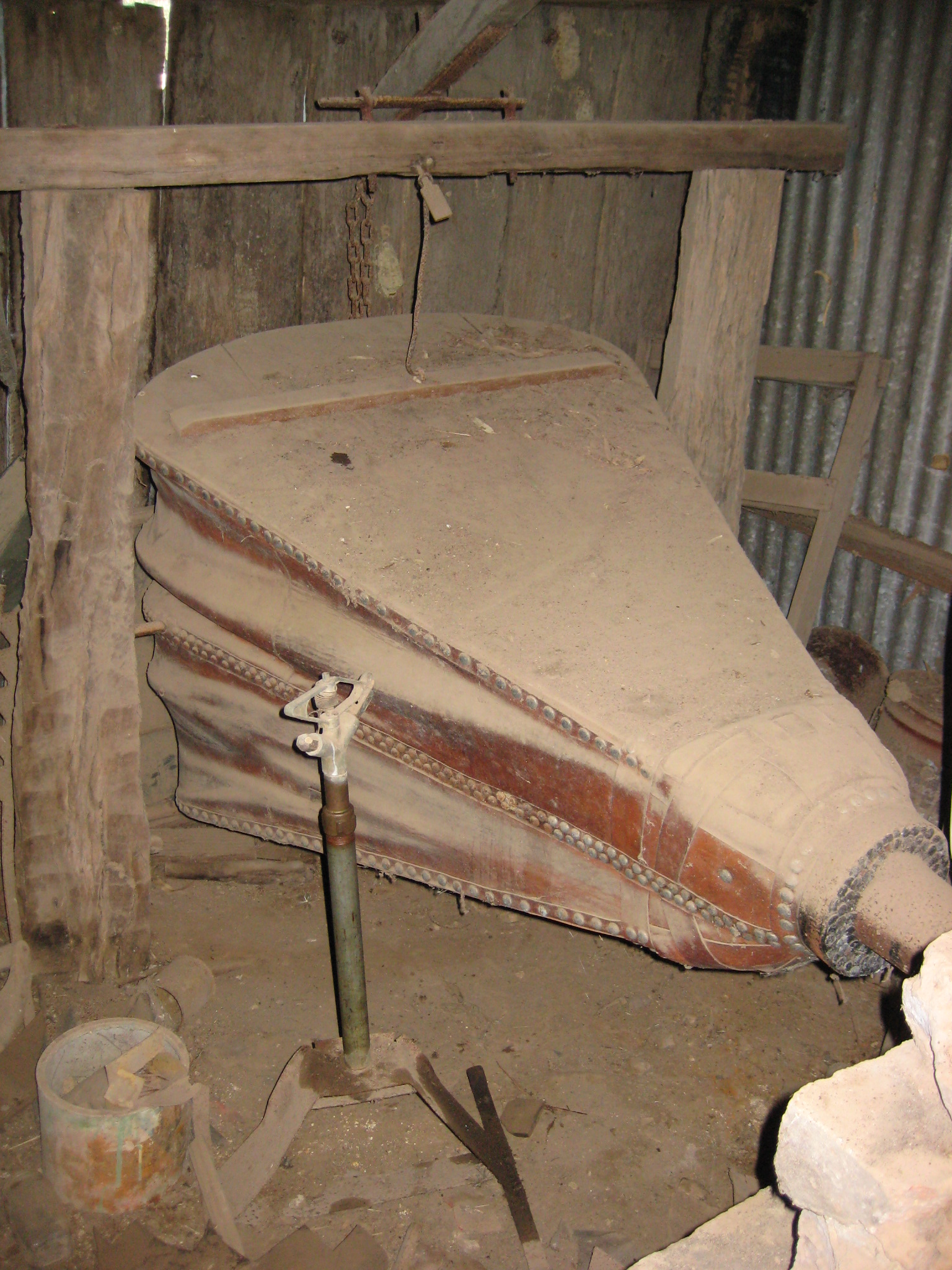
Régi bőrfújtató

Hasonlít a falazott tűzhelyekre az acélból készült kovácstűzhely, de ebben az esetben a levegőt többnyire alulról fúvatják az izzó tüzelőanyagra, így egyenletesebb hőmérséklet-eloszlást lehet elérni a tűzfészekben. Az ilyen tűzhelyeknél gyakran alkalmaznak samott-téglából épített falat vagy elemeket is. A kisebb darabok melegítésére használhatják a könnyen szállítható, ún. tábori kovácstűzhelyt, amelynek a fújtatója általában lábbal működtethető, így a kovács maga is el tudja végezni a fújtatást.
A kovácstűzhelyekben kovácsszénnel, koksszal, vagy faszénnel tüzelnek. A kovácsszén apróbb szemű, tisztított, a koksz közepes szemnagyságú és áthevített (kis kéntartalmú), hagyományosan pedig a kovácstűzhelyekben és ma az ötvözött acélok hevítéséhez pedig faszenet (is) használnak, mivel a faszén az elégése során a nagyobb széntartalmú vasanyagból a széntartalmat nem égeti ki annyira (azaz kisebb a dezoxidáció mértéke). A kovácstűzhelyeknél folyamatosan szükséges a tűztérben elhelyezett tüzelőanyag hatékony ellátása oxigénnel, ehhez fújtatót használnak. A régi bőrtömlős fújtatókat ma már a villamos motorral hajtott ventilátorok váltották fel.
A kovácsdarabok hőmérsékletét a tapasztalt kovács szemrevételezéssel, a darab színe alapján állapítja meg. Így ha a darab sötétbarna, akkor a hőmérséklete 600 °C körül van, ha cseresznyepiros, akkor 750 °C, ha világossárga, akkor 1050 °C, vagy ha vakító fehér, akkor több mint 1150 °C, és esetleg fennáll annak a veszélye hogy elég („elhiccel”), viszont legalább ez utóbbi hőmérséklet kell a tűzihegesztés műveletéhez. Az elérni kívánt hőmérsékletet mindig az éppen alkalmazott művelet határozza meg.
A kovácstűzhelyek kezeléséhez szükséges szerszámok a szénlapát, a piszkavas és salakszúró, valamint a tűzlocsoló (pamat).

### Tűzifogók

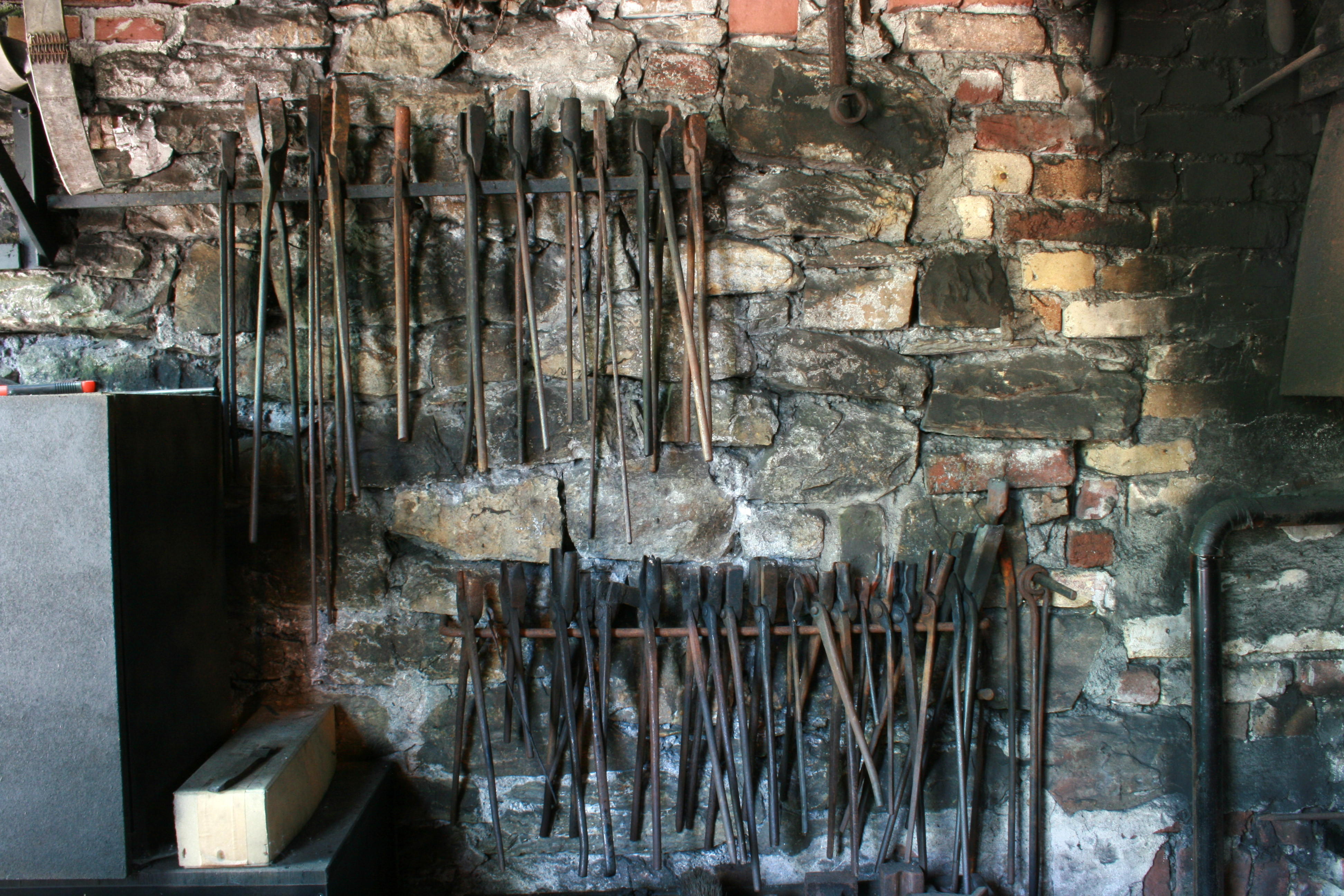
Tűzifogók

A kovácsolás kéziszerszámait a kovács általában maga készítette (készíti), így minden kovácsmesternek a saját műhelyére, erejére és segédeire jellemző méretű és alakú szerszámai vannak. Különösen érvényes ez a megállapítás a tűzifogókra. A legáltalánosabban használt fogó a lapos tűzifogó, de a biztos darabfogáshoz – a kovácsolt darab formájához igazodó – alakos fogókat is használnak. A tűzifogók szája erős, vastag, hogy ne rugózzon, a szárai különböző hosszúságban készülnek, itt is szempont a minimális rugózás. A biztos és állandó erejű darabfogás érdekében gyakran alkalmaznak a fogószárakon feszítógyűrűt, főleg, ha a kovács egyedül dolgozik.

### Üllők
A kovácsműhelyekben használatos üllők acélból készülnek, tömegük 120 kg körül szokott lenni, de természetesen használnak ettől jóval kisebb és nagyobb tömegű üllőket is. Az üllők nagysága, méretei és alakja kortól és vidéktől függően eléggé változatos képet mutat. Ma legelterjedtebb az egy- és kétszarvú típus. Az egyszarvú (ún. német) üllő szarva közel kúp alakú, a kétszarvú (ún. francia) üllő egyik szarva szintén ilyen, a másik rész felülete viszont lapos, keresztmetszete szögletes. A ma használatos üllők munkafelülete (háta) edzve van, benne egy négyzetes lyuk található, amiben a különböző segédszerszámokat (alakítósablonokat vagy odorokat) helyezhetik el, vagy itt végzik a lyukasztást. Az üllőkben alul és oldalt lévő zsáklyukak az üllő szállítására, vagy a tuskón való rögzítésére szolgálnak. Az üllőt üllőtőkére erősítik, amely általában tölgyfatörzsből készül. A repedések kialakulása ellen a tőkét acélabroncsokkal erősítik meg.

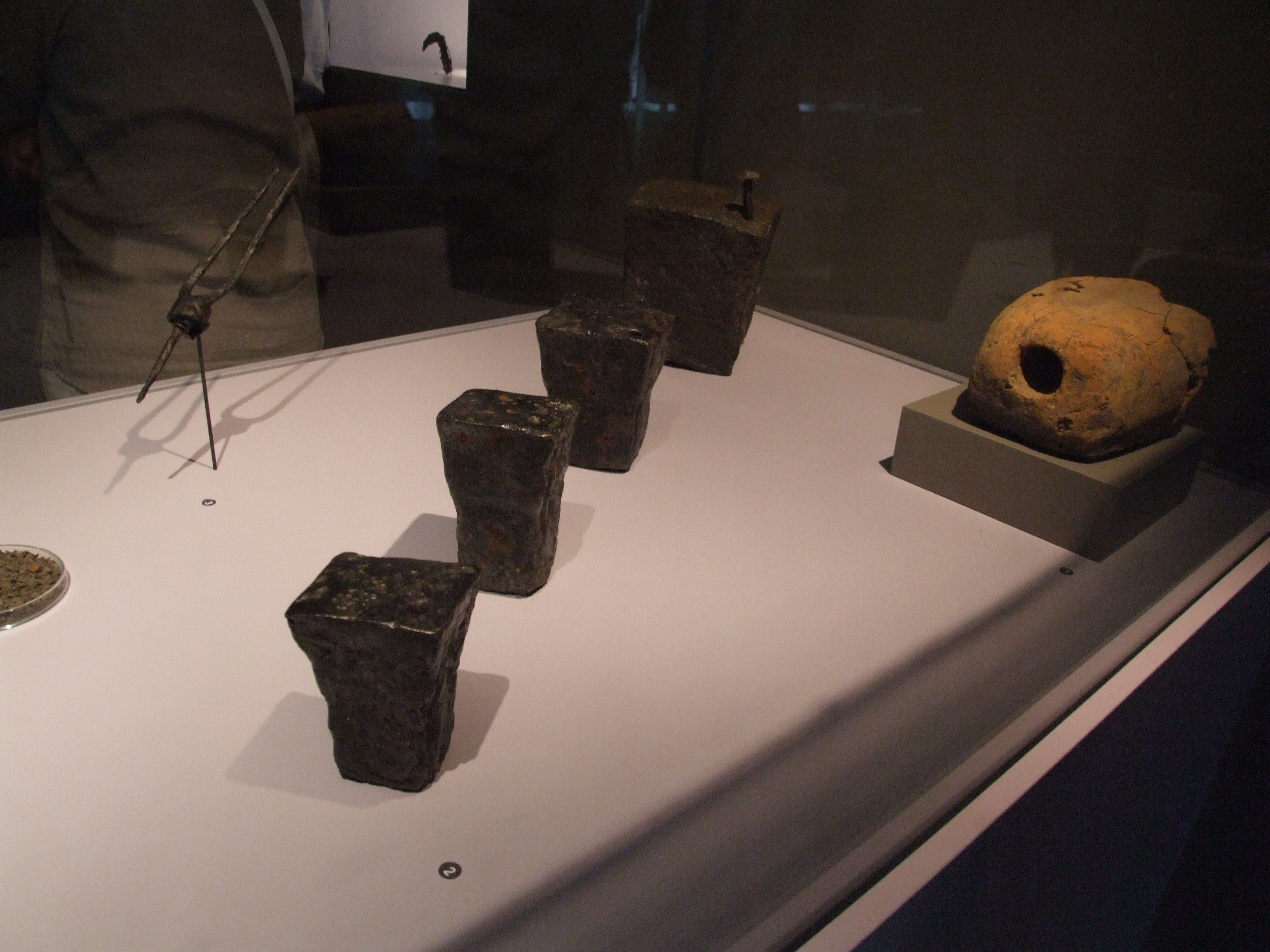
Római kori üllők
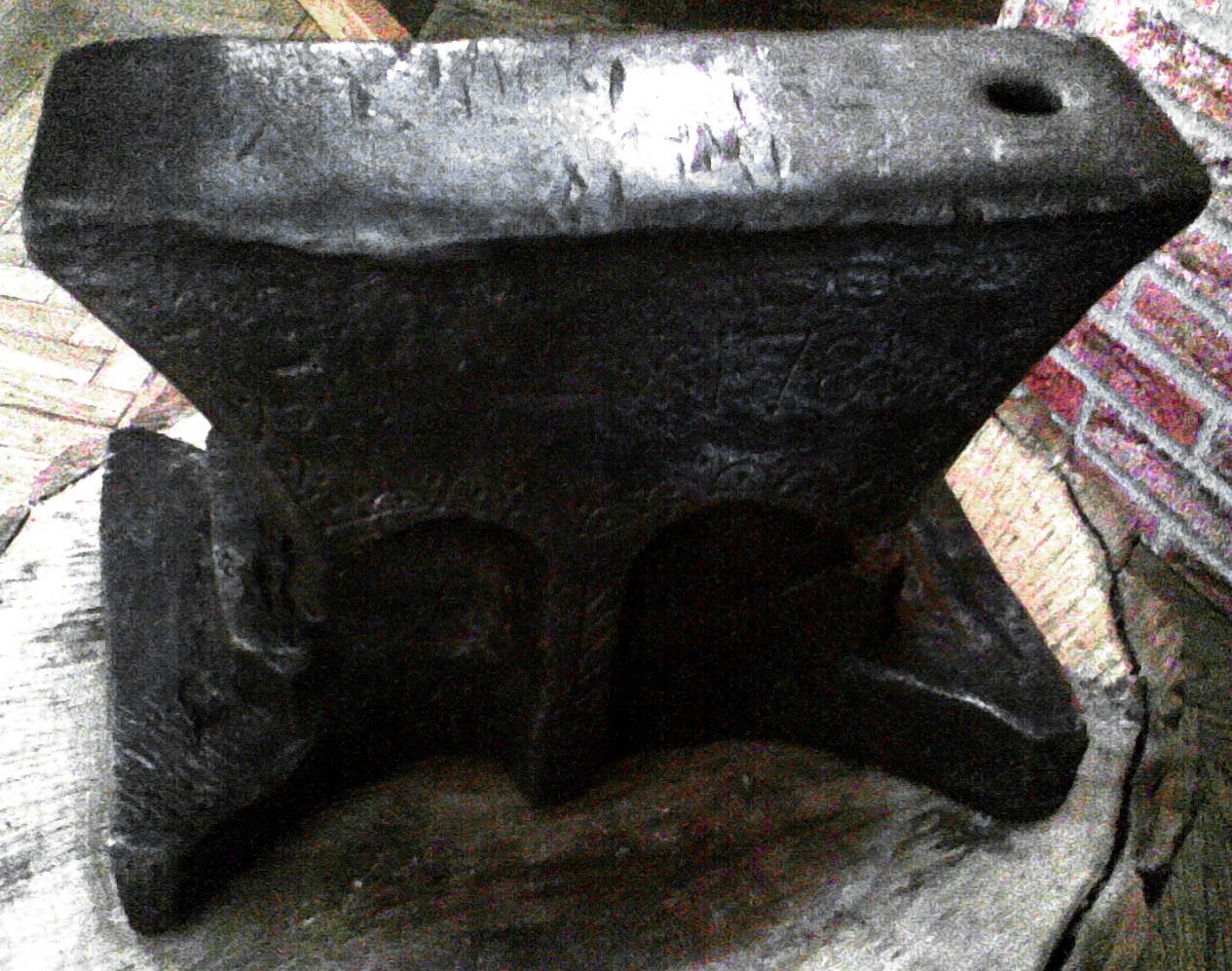
Üllő 1781-ből
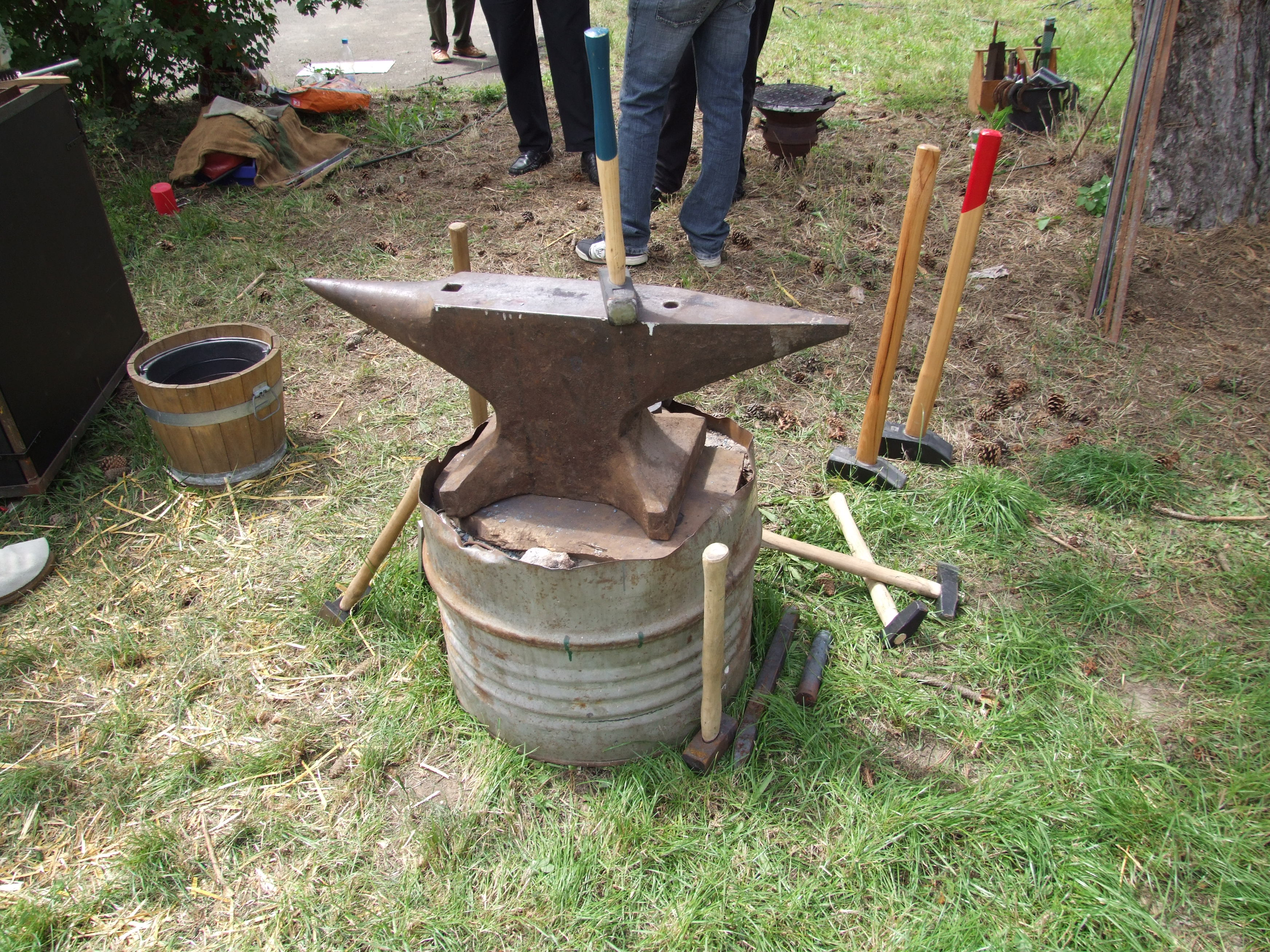
Francia üllő
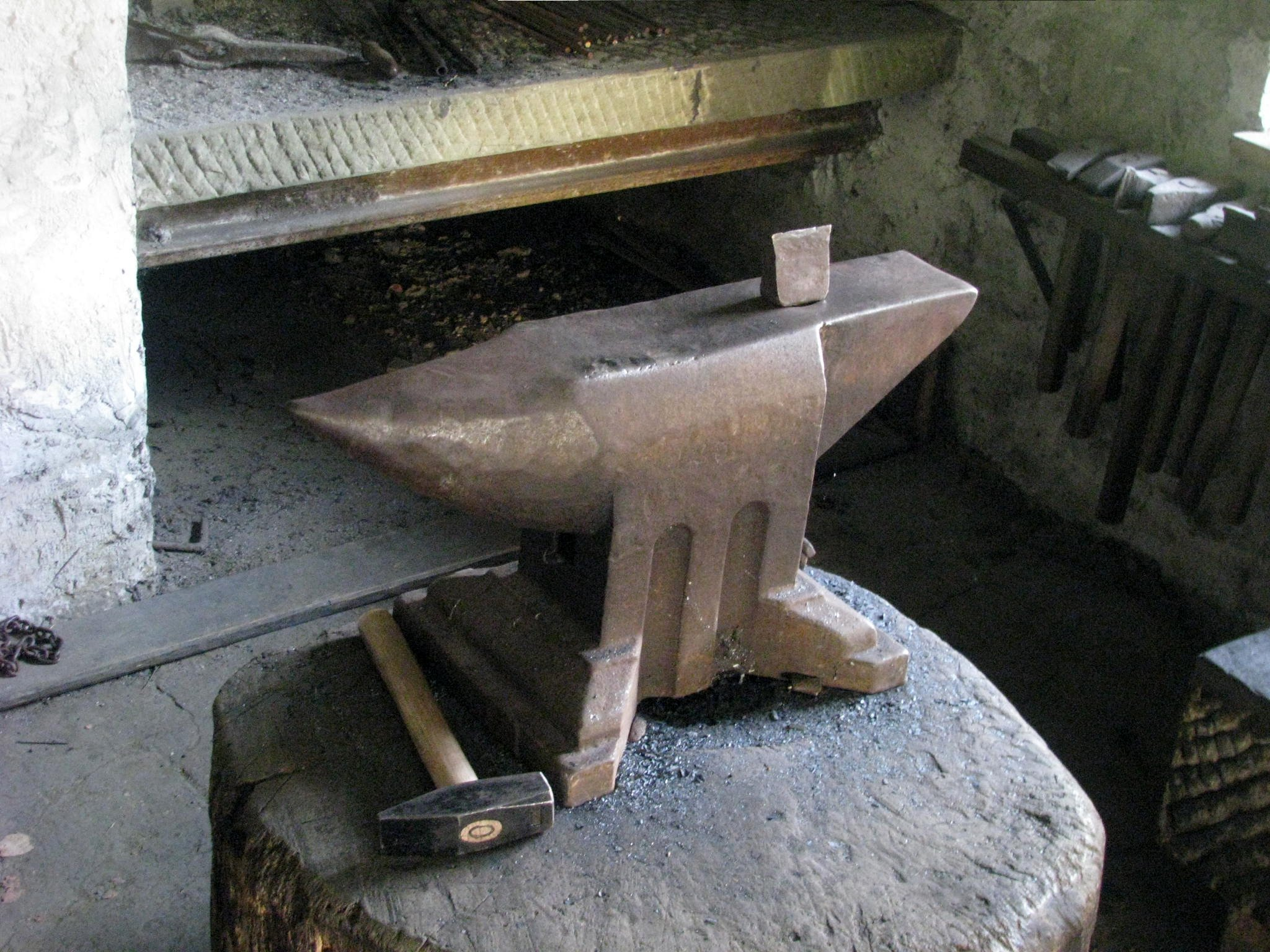
Német üllő

### Kalapácsok

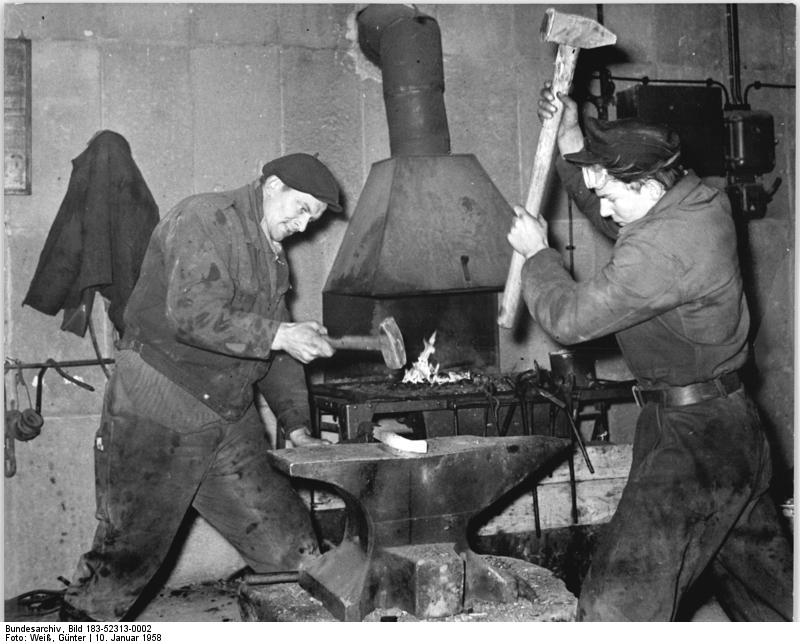
Kovácsmester és ráverője

A kalapácsok nemcsak a kovács legfontosabb szerszámai, hanem a műhelyeik felől hallatszó csengő, ritmusos és olykor dallamos hangok eredetét is szolgálják. Alakjuk, nagyságuk rendkívül változatos. A vezetőkovács egyszerű, általában könnyű (1–3 kg-os) kézi kalapácsot használ, ezzel diktálja a ritmusra és az ütések helyére vonatkozó utasításait a segédeknek (a ráverőnek vagy ráverőknek). A ráverő kalapács 6 kg körüli. Alakja a kézi kalapáccsal megegyező, talpa enyhén domború, élei, sarkai lekerekítettek. Általában nyújtásnál használják. Az esetleges második ráverő kalapács (haránt nagykalapács) foka párhuzamos a nyelével. 
Speciális feladatokra más, bonyolultabb alakú formakalapácsokat is készít magának a kovács (domborító, erező, szegecselő, lyukasztó, vágó stb.). A  vállas kalapácsot éles átmenetek kiképezéséhez, az árkoló vagy völgyelő kalapácsot mélyedések kialakításához használják. Körívek kialakításakor homorú kalapácsot, az egyenetlen felületek kiegyenlítéséhez pedig simító kalapácsot használnak. A kalapácsfejbe kőrisfából készült nyelet erősítenek úgy, hogy a nyél fej felőli végébe acélból készült éket ütnek.
A kézi kovácsolás során, elsősorban durva előalakításra, használnak gépi kalapácsokat is. Régen vízzel hajtott favázas (farkas- vagy mellkalapácsot) használtak, ma pedig a kovácsműhelyekben leggyakrabban a rugós és a légpárnás kalapácsokat használják:
- a rugós kalapácsokban a forgattyús hajtómű mozgását egy laprugó-köteg közvetíti a gépi kalapácsfejhez, a medvéhez.
- a légpárnás kalapácsokat is forgattyús hajtóműről hajtják meg, itt a hajtómű és a medve rugalmas kapcsolatát légpárna biztosítja.

### Egyéb szerszámok

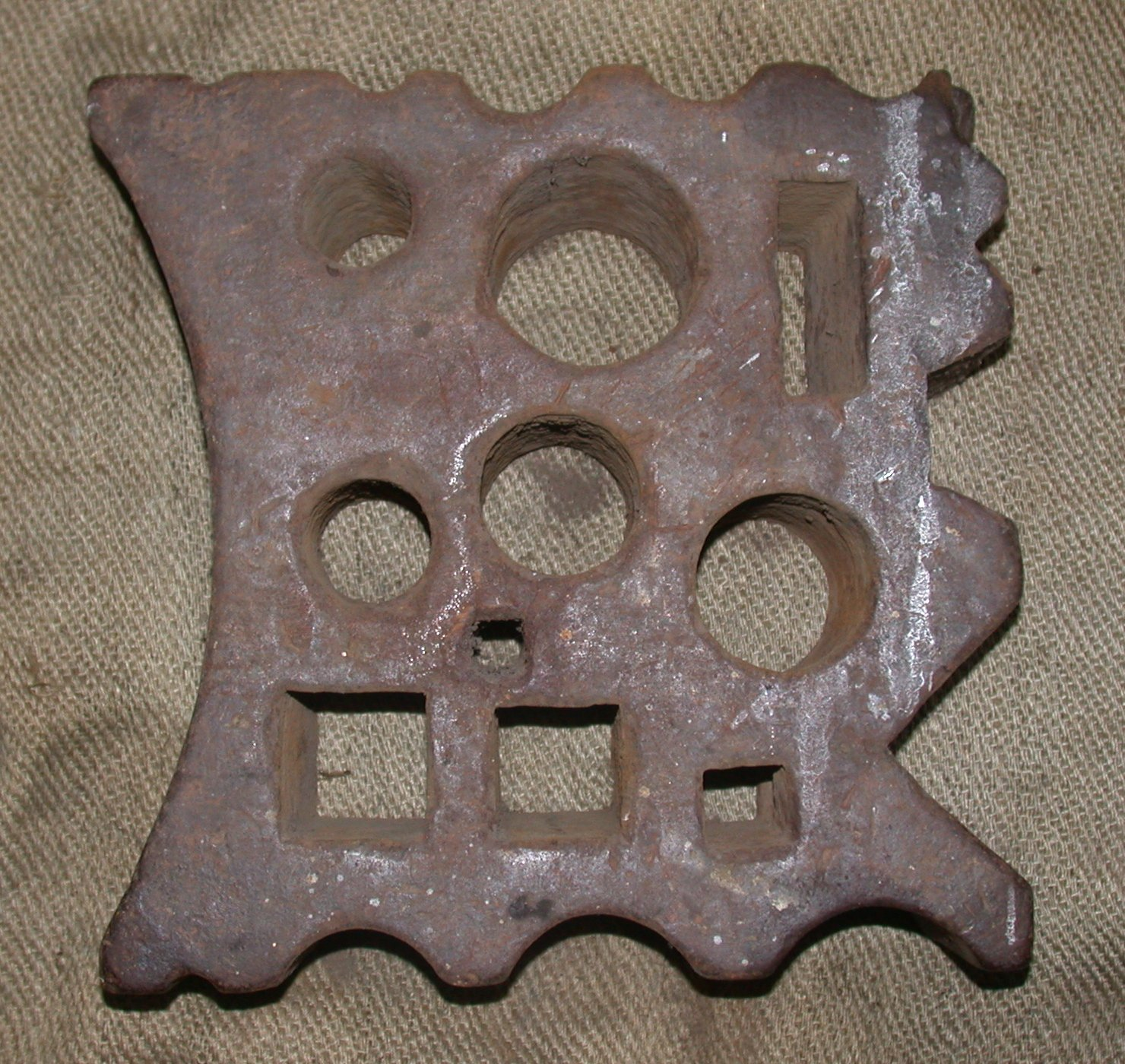
Lyukasztólap

A kovács a kalapáccsal végezhető kovácsmunkákon kívüli műveletekhez speciális szerszámokat is használ. A tűzisatut (kovács- vagy stájer satu), a párhuzamsatut és a satuba befogható alakos szorítóbetéteket például egyes hajlítási vagy csavarási műveletek elvégzésénél alkalmazzák. Egyéb szorító még a kézisatu (sikattyú vagy vasmarok). A lyukasztólapot (lyukastáblát) a nagyobb munkadarabok lyukasztásakor, vagy csapok kialakításakor használják. A lyukasztólapon ebből a célból különböző alakú és méretű lyukak, a szélein pedig eltérő alakú mélyedések vannak kialakítva. A szegfejezőt díszszegek kialakításakor használják.
Az egyéb szerszámok közé tartoznak az alakos darabok, illetve darabrészek kialakításához szükséges alakverő kalapácsok és a különböző formájú üllőbetétek. A kettőt együtt odornak (a süllyeszték régies elnevezése) hívták.
A tűzilyukasztó tulajdonképpen egy hegyes végű kalapács, és lyukasztás után használatos még a lyuktágító.
A vágást az üllő pereménél, vagy a megfelelő segédszerszámokban, egy-, két-, esetleg több oldalról végezhetik. Ehhez használhatják a hidegvágót, az ún. nyeles vágót és a vágó üllőbetétet. Ugyancsak a vágás szerszáma még mélyítő vas és a vágóvas.
A kovács a készített munkadarab méreteinek ellenőrzéséhez a szokásos mérőeszközökön kívül tűzi mérősablonokat, hegyes jelölőket és körzőket is használ, amit az adott kovácsdarab alakjának és méretének megfelelően a kovács maga készít.

## A kézi kovácsolás műveletei

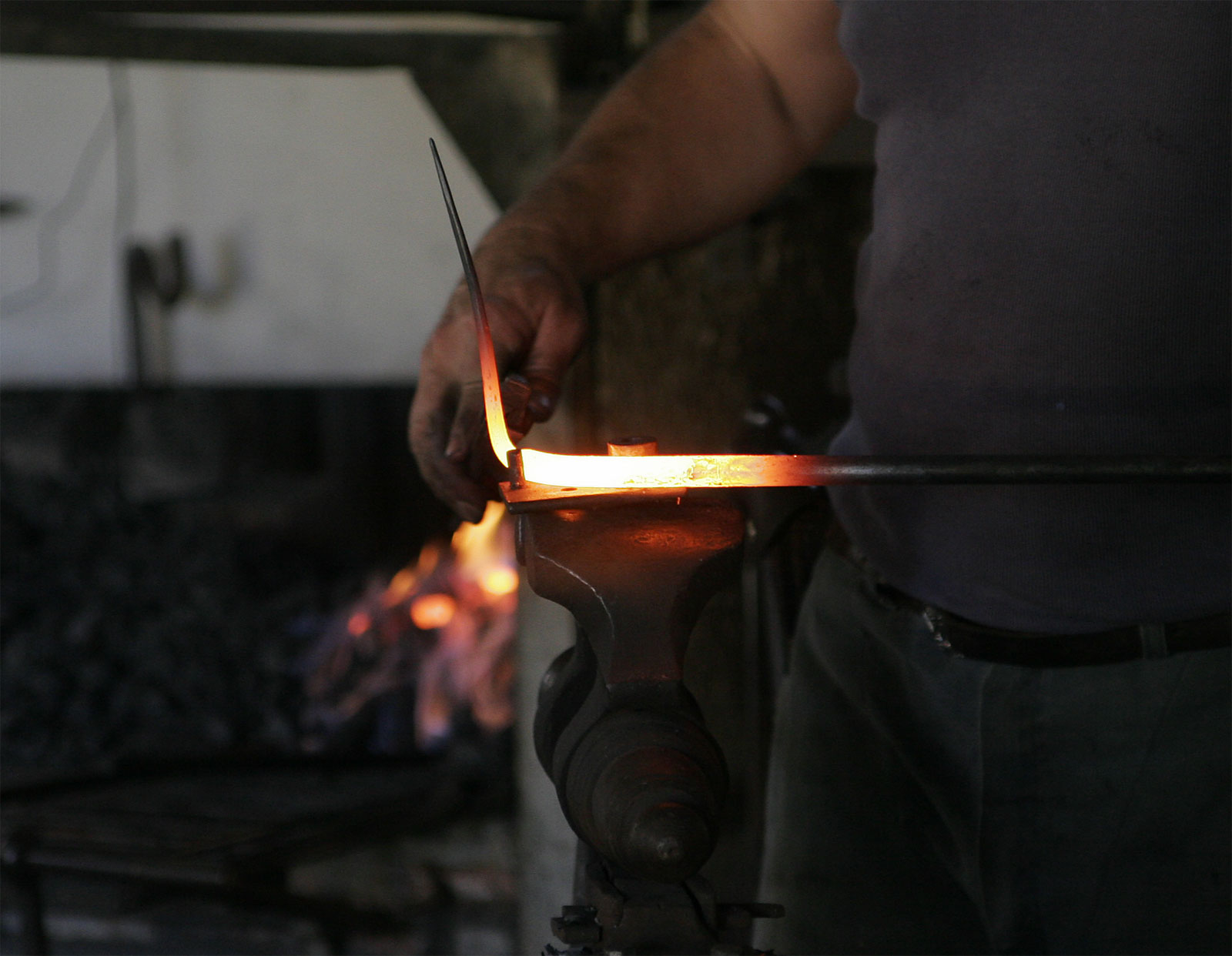
Munkadarab hajlítása

Valamikor a kovácsinasok még napkelte előtt felkeltek, és a különböző ház körüli munkák, pl. vízhozás, állatok ellátása stb. elvégzése után begyújtottak a kovácstűzhelybe. Ha jól viselkedtek, egész nap szegeket készíthettek. Bért nem kaptak, csak kosztot és kvártélyt. Az inasok többnyire a mester családjából kerültek ki, így biztosítva a mesterség fortélyainak továbbélését, ami a hagyományok szerint apáról fiúra szállt.
A kézi kovácsolás során végzett legfontosabb kovácsműveletek:
- Nyújtás, szélesítés, hegyezés: A kovácsolás legalapvetőbb művelete. Végezhető betéttel is: a nyújtóbetét általában lapos, téglalap nyomófelületű szerszám. A nyújtás annál hatékonyabb, minél keskenyebb a nyújtóbetét, vagy minél nagyobb erő hat rá.
- Duzzasztás vagy zömítés: Olyankor szükséges, ha kis keresztmetszetű kiinduló anyagból nagyobb keresztmetszetű darabot kell kovácsolni. Gyűrűk, korongok lyukasztásának az előkészítésére is alkalmazzák.
- Alakképzés: Lehet végezni hidegen vagy melegen, többnyire anyagvesztéssel jár. Műveletei: a reszelés, a vésés, a vágás, a hasítás és a lyukasztás. Utóbbit tömör vagy üreges lyukasztó kalapáccsal végzik lyuksablon vagy üllőlyuk fölött, egy vagy két oldalról.
- Vállazás: Az éles vagy nagyobb átmenetek kialakításának segédművelete. Egyszerű nyújtással nem lehet éles átmenetet biztosítani, mert az ütések helye mellett az anyag behúzódik.
- Áttolás: Az anyagtakarékosságot és a kedvezőbb szálelrendeződést segíti elő.
- Hajlítás: Általában az íves munkadarabok alakításának utolsó művelete. Ha csak a darab egy rövid szakaszát kell egy görbe vonal mentén meghajlítani, ügyelni kell a húzott, külső oldal „behúzódására”, berepedésére; ezen a részen szükség esetén anyagtöbbletet kell biztosítani. A hosszabb, tetszetős vagy szimmetrikus hajlítások a díszkovács ügyességét, tervezőkészségét dicsérik.
- Csavarás: Kényes művelet, ezért megfelelő állandó hőmérsékleten kell végezni. A kovácsdarab egyik részét általában egy állandó síkszögben úgy fordítják el a befogotthoz képest, hogy a darabot először laposra kovácsolják (lekovácsolják), és azt csak a műveletsor végén csavarják meg.
- Erezés: Elsősorban a díszkovácsok anyagvesztés nélküli alakítása.
- Kötés: Van oldható, mint a szegecselés („nittelés”), a csavarozás, a bújtatás és a kötegelés („bundolás”), és van oldhatatlan, ilyen a kovácshegesztés. A bonyolult alakú kovácsdarabokat gyakran részekre bontva kovácsolják, és a részeket hegesztéssel, eredetileg tűzi- vagy kovácshegesztéssel („hicceléssel”) egyesítették. Ma már a láng-, az ív- és a védőgázas hegesztés szerszámai, készülékei is a kovácsműhelyek részét képezik, mivel a tűzihegesztés eljárását csak kevesen képesek jól elvégezni. A kis széntartalmú acélok (mintegy 0,15% C-tartalomig) általában jól hegeszthetők, efölött azonban a hegeszthetőség már korlátozott. Így a nagy széntartalmú „kovácsvas” – ami kereskedelemben nem kapható, de vastelepeken még beszerezhető – sem hegeszthető igazán jól mással, csak a hagyományos eljárással.

## Művészi kovácsmunkák

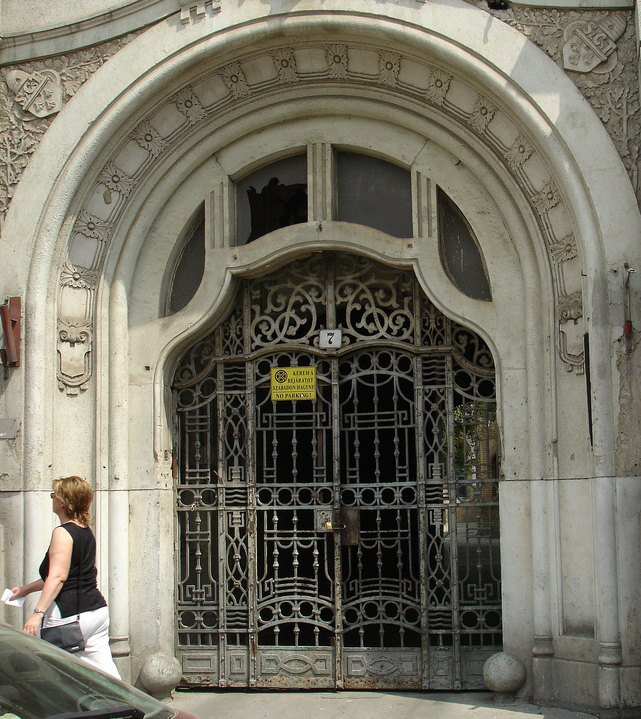
Kónya György kapuja Szegeden
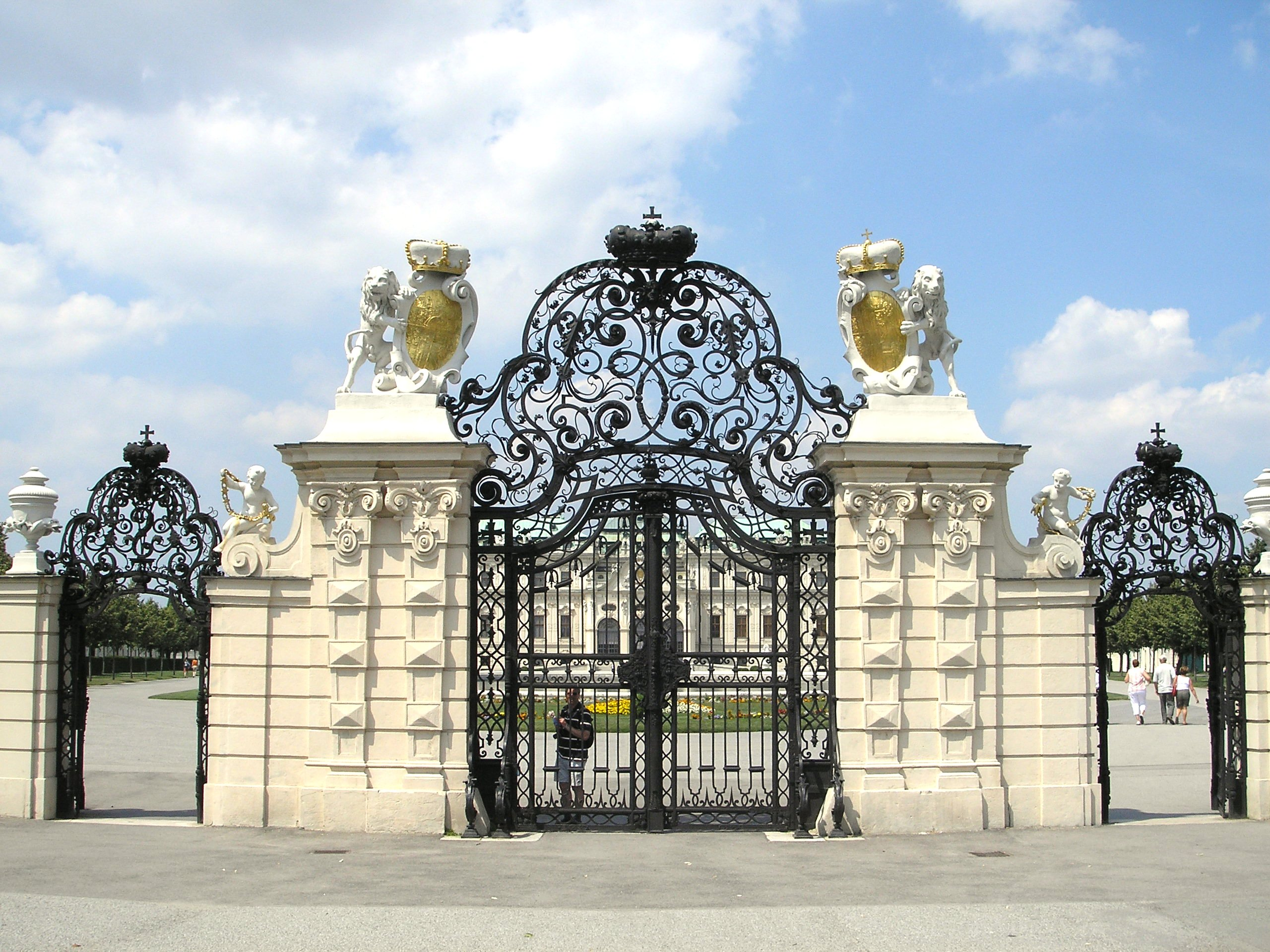
A bécsi Belvedere kovácsoltvas kapuja
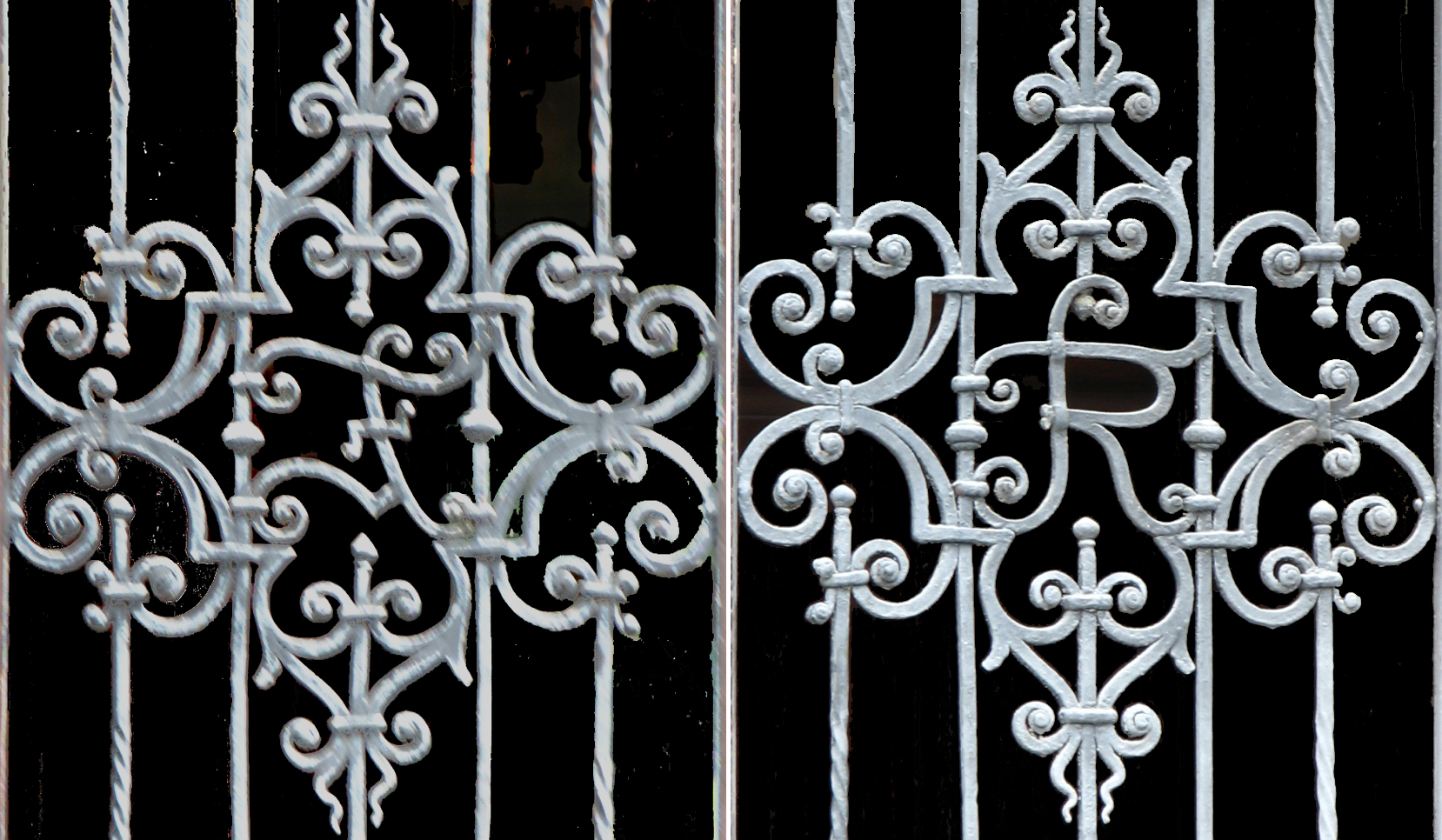
Révay-kapu, Szlovákia
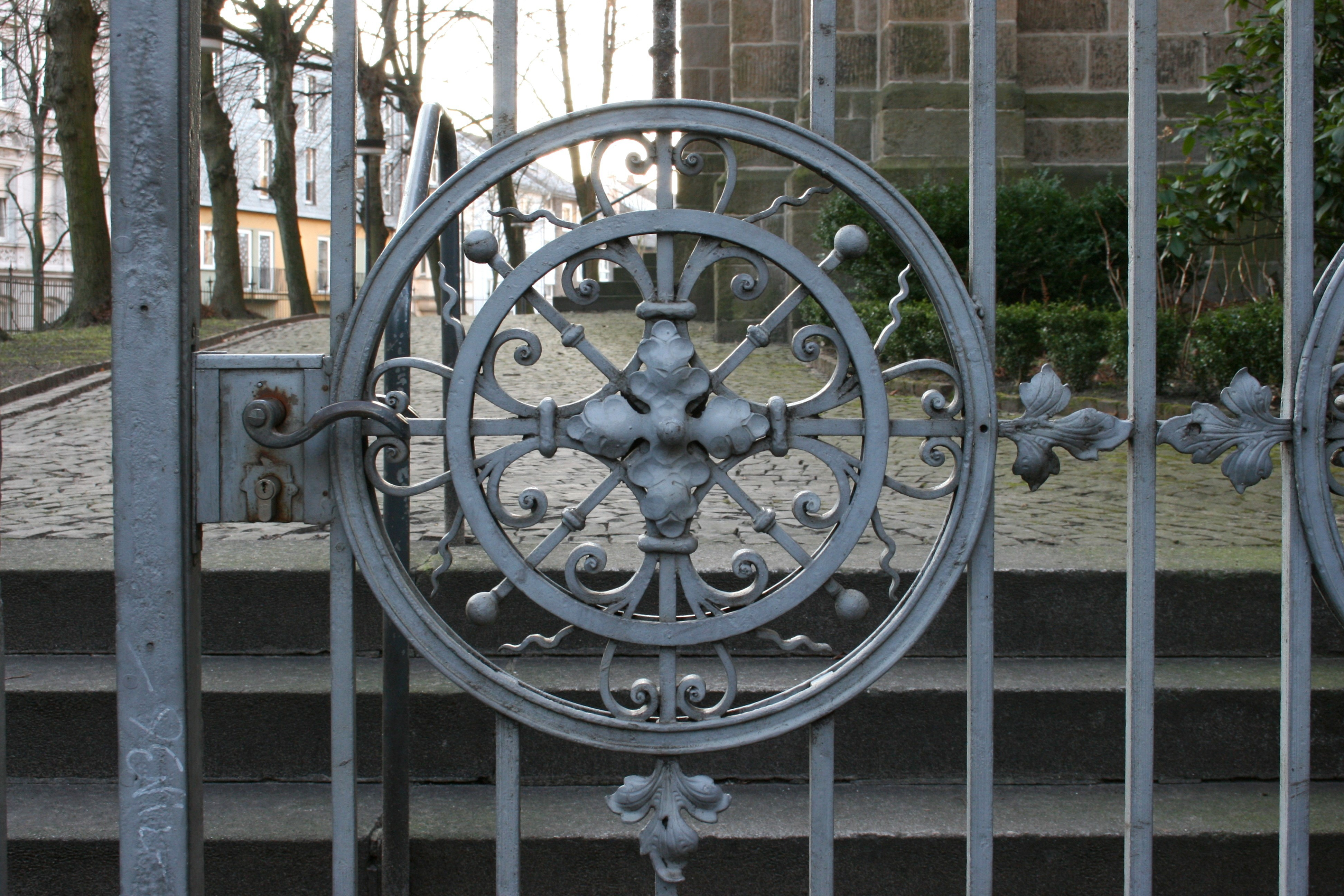
Kapu részlete Wuppertalban
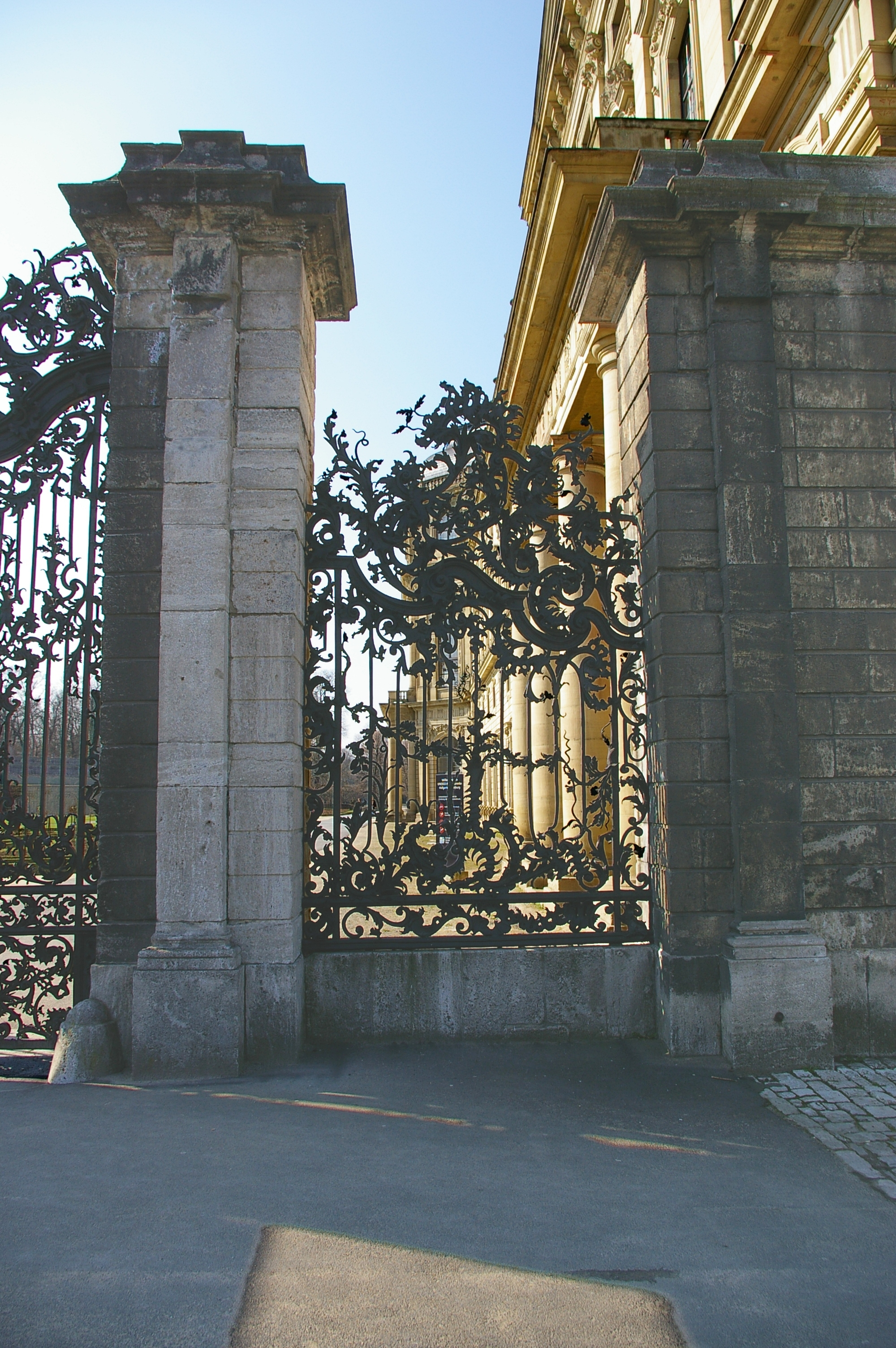
Kovácsoltvas kapu Würzburgban